# Holdenville (Oklahoma)
Holdenville es una ciudad ubicada en el condado de Hughes en el estado estadounidense de Oklahoma. En el año 2010 tenía una población de 5771 habitantes y una densidad poblacional de 458,02 personas por km².

## Geografía
Holdenville se encuentra ubicada en las coordenadas 35°5′3″N 96°24′1″O / 35.08417, -96.40028 (35.084199, -96.400305).

## Demografía
Según la Oficina del Censo en 2000 los ingresos medios por hogar en la localidad eran de $20,282 y los ingresos medios por familia eran $27,175. Los hombres tenían unos ingresos medios de $21,020 frente a los $17,951 para las mujeres. La renta per cápita para la localidad era de $13,326. Alrededor del 20.2% de la población estaban por debajo del umbral de pobreza.